# Teatrul Municipal din Baia Mare
În Baia Mare, prima trupă de teatru (semiprofesionistă) s-a înființat în anul 1796, sub directoratul lui János Nagy. La data de 30 decembrie 1952, se înființează un Teatru de Stat (denumit ulterior „Dramatic”, iar în prezent „Municipal”) cu sediul inițial în sala cinematografului „Popular”. La inaugurare, a avut loc premiera spectacolului Crângul de mălini de Al. Korneiciuk, în regia lui Octavian Rappaport. De atunci și până în prezent s-au jucat peste 350 de premiere și mii de spectacole. 
- Spectacole reprezentative: Hangița (1955) de Carlo Goldoni, regia Miron Niculescu; Slugă la doi stăpâni (1958) de Carlo Goldoni, regia Petre Meglei; Floricica Purpurie (1959) de Karnauhova și Brausevici, regia Petre Meglei; Trei gemeni venețieni (1963) de Aldo Colalto, regia Petre Meglei; Vizita bătrânei doamne (1965) de Fredrich Durrenmatt, regia Miron Niculescu; Ion Anapoda (1969) de George Mihail Zamfirescu, regia Dan Alecsandrescu; Clipe de viață (1970) de William Saroyan, regia Liviu Ciulei.[necesită citare]

Un moment de referință în istoria teatrului băimărean l-a reprezentat activitatea lui Mihai Dimiu (devenit ulterior regizor și profesor de teatru la IATC), care a alcătuit o trupă de actori extrem de valoroși: Coca Andronescu (în Hangița și Doamna ministru), Ștefan Mihăilescu-Brăila (în Tache, Ianke și Cadâr), Tănase Cazimir, Lulu Savu (membră a trupei lui Constantin Tănase și prima artistă emerită din trupa băimăreană), Ion Săsăran. 
Semnificativ este faptul că marele actor și regizor Liviu Ciulei (distins, în 1965, cu premiul pentru regie la Festivalul de la Cannes, pentru pelicula Pădurea spânzuraților) a montat două piese de teatru în Baia Mare - Clipe de viață și Somnul rațiunii de Antonio Buero Vallejo. A fost singura colaborare a regizorului cu un teatru de provincie din România.
Pe scena teatrului din Baia Mare au mai interpretat, de-a lungul anilor, actori de prestigiu: Ștefan Iordănescu, Iancu Economu, Vasile Crețoiu, Larisa Stase-Mureșan, Vladimir Jurascu, Julieta Strâmbeanu, Ecaterina Sandu, Vasile Constantinescu, Teofil Turturică, Mircea Olaru, Cornel Mititelu ș.a. 
Începând cu stagiunea 2005/2006, Teatrul Municipal Baia Mare a devenit organizatorul prestigiosului Festival Internațional de Teatru Atelier (director Radu Macrinici). Primele treisprezece ediții ale Festivalului s-au desfășurat în orașele Sf. Gheorghe și Sighișoara. Fiind o manifestare teatrală neconvențională, spectacolele se desfășoară atât în sala Studio cât și în foaier, pub-uri, pe străzi și în piețele orașului. Festivalul își propune să semnaleze cele mai noi tendințe în dramaturgie, regie, scenografie, coregrafie, muzică de scenă și arta actorului.

## Directori
- Mircea Braga (1968-1970)
- Mircea Marian (1985-)
- Anton Tauf (1995-2002)